# Сэр-Сандфорд
Сэр-Сандфорд (англ. Mount Sir Sandford) — самая высокая вершина гор Колумбия, четырнадцатая по высоте вершина Британской Колумбии (восемнадцатая по данным сайта Peakbagger.com).
Расположена в подхребте Сэр-Сандфорд хребта Биг-Бенд гор Селкерк юго-западнее рукава Голден Арм водохранилища Кинбаскет. Абсолютная высота 3519 метров, относительная высота — 2707 метров. Первое восхождение совершили в 1912 году Ховард Палмер, Е. В. Д. Холвей, Рудольф Аэммер, Эдвард Фьюз. Вершина названа в честь выдающегося инженера сэра Сэндфорда Флеминга, создавшего железнодорожную сеть Канады и введшего часовые пояса на её территории.